# ネヴィル・ブラザーズ
ネヴィル・ブラザーズ（The Neville Brothers）は、アメリカ合衆国ルイジアナ州ニューオーリンズのネヴィル家4兄弟が1977年に結成したR&Bバンド。

## 来歴
バンドの結成は1977年だが、それ以前に個々のメンバーは、既に充分な実績を積んでいた。最年長のアートは高校在学中にホーケッツに参加し、1954年に「Mardi Gras Mambo」をリリースした。このバンドにはアーロンとチャールズも後に加入している。アートは1960年代半ばにはジョージ・ポーターJr.らとミーターズを結成。ニューオーリンズを代表するファンクバンドとして知られるようになった。ミーターズ後期には、シリルもメンバーに加わっている。
アーロンは、1966年に「Tell It Like It Is」をリリース。R&Bチャートのトップに登りつめる大ヒットを記録している。チャールズはデュー・ドロップ・インのハウス・バンドのメンバーとして活躍し、ジェイムズ・ブッカー、アラン・トゥーサン、ヒューイ・"ピアノ"・スミスなど、大物たちとセッションを重ねた。
彼らがネヴィル・ブラザーズとして活動するきっかけとなったのは、1976年、彼らの伯父にあたるビッグ・チーフ・ジョリー率いるワイルド・チャピトゥーラスのバック・バンドを務めたことに始まる。1977年には正式にネヴィル・ブラザーズとして活動を開始した。1978年、デビュー・アルバム『ネヴィル・ブラザーズ』をキャピトル・レコードからリリース。その後、A&Mレコードに移籍し、1981年、ベット・ミドラーとの仕事で知られるジョエル・ドーンをプロデューサーに迎えたアルバム『ファイヨー・オン・ザ・バイユー』をリリースするが、評論家から高く評価された一方で売り上げは芳しくなく、A&Mとの契約はいったん解消される。
1987年にEMIから発表したアルバム『アップタウン』には、ブランフォード・マルサリス、キース・リチャーズ、カルロス・サンタナ等がゲスト参加したが、ヒットには結びつかず、バンドはA&Mレコードに戻る。1989年のアルバム『イエロー・ムーン』は、ダニエル・ラノワがプロデュースを担当し、収録曲「Healing Chant」がグラミー賞ベスト・ポップ・インストゥルメンタル・パフォーマンス部門を受賞した。
1990年、映画『バード・オン・ワイヤー』のサウンドトラックにレナード・コーエンのカヴァー「Bird on a Wire」（コーエンのオリジナル・ヴァージョンのタイトルは「Bird on the Wire」）を提供し、この曲はニュージーランドのシングル・チャートで5位を記録した。1992年のアルバム『ファミリー・グルーヴ』からの先行シングル「フライ・ライク・アン・イーグル」（スティーヴ・ミラー・バンドのカヴァー）は、再びニュージーランドでトップ10ヒットとなり、最高8位を記録。
2000年頃からアートが体調を崩し、活動のペースが落ちるが、2004年に久々のアルバム『シャドウ・オブ・ライフ』をリリース。健在ぶりをアピールする。チャールズを除き、3人の兄弟たちはニューオーリンズに住んでいたが、2005年のハリケーン・カトリーナによって、アーロンとシリルが自宅を失い、アーロンはナッシュビルに、シリルはオースティンに移住した。
アーロンは、被災後のニューオーリンズの大気汚染が持病の喘息に悪影響を与えるとの理由でニューオーリンズに戻っておらず、カトリーナ後、ネヴィル・ブラザーズのニューオーリンズ公演は行われていなかった。かつて、彼らはニューオーリンズ・ジャズ&ヘリテッジ・フェスティバルで、最終日のトリを務めていたが、カトリーナ後、2006年と2007年は出演しなかった。2008年に被災後初めて出演。
2008年10月、彼らは約12年ぶりの来日公演を行った。2009年7月には、フジロックフェスティバルに初出演。豪雨の中、初日のホワイトステージのラストを飾った。
2012年8月1日、彼らはハリウッド・ボウルで「The Neville Brothers Farewell Tour」と銘打ったコンサートを行ったのを最後にバンドとしての活動を休止。その後、アーロンがソロ活動に専念するためグループを脱退した。残る3人の兄弟はThe Nevilles名義で活動を続けた。
2015年5月2日、ニューオーリンズのセンガー劇場で開催されたトリビュート・コンサート「ネヴィル・フォーエヴァー」において約3年ぶりに4人が同じステージに立ち、故郷でのフェアウェル・コンサートを実現させる形となった。
チャールズが2018年4月26日、すい臓がんのため死去。79歳。翌2019年7月22日にはアートが81歳で亡くなった。残るアーロンとシリルは存命だが、アーロンは2021年に80歳になったのを機にツアーからの引退を発表、2024年現在、ツアーを含めたソロ活動を続けているのはシリルのみとなっている。

## メンバー
- アート・ネヴィル (Art Neville) - キーボード、ボーカル ※1937年12月17日-2019年7月22日。[15]
- チャールズ・ネヴィル (Charles Neville) - サックス ※1938年12月28日-2018年4月26日。[13][14]
- アーロン・ネヴィル (Aaron Neville) - ボーカル、タンバリン ※1941年1月24日生まれ
- シリル・ネヴィル (Cyril Neville) - パーカッション、ボーカル ※1948年10月10日生まれ

全員ニューオーリンズ生まれ。アーロンの息子、アイヴァン・ネヴィルがツアー・メンバーとして参加することもあった。

## ディスコグラフィ

### スタジオ・アルバム
- 1978年 The Neville Brothers - 『ネヴィル・ブラザーズ』 (Capitol)
- 1981年 Fiyo on the Bayou - 『ファイヨー・オン・ザ・バイユー』 (A&M)
- 1987年 Uptown - 『アップタウン』 (EMI)
- 1989年 Yellow Moon - 『イエロー・ムーン』 (A&M)
- 1990年 Brother's Keeper - 『ブラザーズ・キーパー』 (A&M)
- 1992年 Family Groove - 『ファミリー・グルーヴ』 (A&M)
- 1996年 Mitakuye Oyasin Oyasin/All My Relations - 『ミタケ・オヤシン・オヤシン〜オール・マイ・リレイションズ』 (A&M)
- 1999年 Valence Street - 『ヴァレンス・ストリート』 (Columbia)
- 2004年 Walkin' In The Shadow Of Life - 『シャドウ・オブ・ライフ』 (Back Porch)

### ライブ・アルバム
- 1984年  Neville-ization - 『ネヴィライゼーション』 (Black Top)
- 1987年 Nevillization 2 (Live at Tipitina's Volume 2) - 『ライヴ・アット・ティピティナス』 (Spindletop)
- 1994年 Live on Planet Earth - 『ライヴ・オン・プラネット・アース』 (A&M)
- 2010年 Authorized Bootleg: Warfield Theatre, San Francisco, CA, February 27, 1989 (A&M)
- 2019年 Great American Radio Vol. 3 - Telluride Jazz Festival, Colorado, June 8, 2008 - 『グレート・アメリカン・レディオ Vol.3』 (Floating World)

### コンピレーション・アルバム
- 1986年 Treacherous: A History of The Neville Brothers (1955–1985) (Rhino)
- 1991年 Treacherous Too!: A History of the Neville Brothers, Vol. 2 (1955-1987) (Rhino)
- 1991年 Greatest Hits - 『グレイテスト・ヒッツ』 (A&M)
- 1997年 The Very Best of the Neville Brothers (Rhino)
- 1999年 Uptown Rulin' – The Best of the Neville Brothers (A&M)
- 2004年 20th Century Masters – The Millenium Collection: The Best of The Neville Brothers (A&M)
- 2005年 Gold (Hip-O/UMe)